# Batallón Roland
El Batallón Roland (en alemán: Battalion Ukrainische Gruppe Roland), oficialmente conocido como Grupo Especial Roland, era la subunidad bajo el mando de la unidad de operaciones especiales de Abwehr Lehrregiment "Brandenburg" (División Brandeburgo V. 800). Junto con el Batallón Nachtigall fue una de las dos unidades militares formadas el 25 de febrero de 1941 por el jefe del Abwehr Wilhelm Franz Canaris, que sancionó la creación de la "Legión de Ucrania" bajo el mando alemán. Fue tripulado principalmente por ciudadanos ocupados de Polonia de etnia ucraniana dirigidos a la unidad por órdenes del OUN-B.
En Alemania, en noviembre de 1941, el personal ucraniano de la Legión se reorganizó en el 201.° Batallón Schutzmannschaft. Contaba con 650 personas que sirvieron durante un año en Bielorrusia antes de disolverse.

## Formación
Antes de la Operación Barbarroja, la OUN de Bandera cooperó activamente con la Alemania nazi. Según la Academia Nacional de Ciencias de Ucrania y otras fuentes, el líder de la OUN-B, Stepán Bandera, sostuvo reuniones con los jefes de inteligencia de Alemania, con respecto a la formación de los batallones "Nachtigall" y "Roland". El 25 de febrero de 1941, el jefe de la Abwehr, Wilhelm Franz Canaris, sancionó la creación de la "Legión de Ucrania" bajo el mando alemán. La unidad habría tenido 800 personas. Román Shujévych se convirtió en comandante de la Legión desde el lado OUN-B. OUN esperaba que la unidad se convirtiera en el núcleo del futuro ejército ucraniano. En la primavera, la OUN recibió 2,5 millones de marcos por actividades subversivas contra la URSS. En la primavera de 1941, la Legión se reorganizó en 2 unidades. Una de las unidades se conoció como el Batallón Nachtigall, un segundo se convirtió en el Batallón Roland, y el resto fue enviado inmediatamente a la Unión Soviética para sabotear la retaguardia del Ejército Rojo.
El Batallón fue creado por la Abwehr y organizado por Richard Yary del OUN-B en marzo de 1941, antes de la invasión alemana a la Unión Soviética. Aproximadamente 350 seguidores de OUN de Bandera fueron entrenados en el centro de entrenamiento Abwehr en Seibersdorf bajo el mando del exmayor del ejército de Polonia Yevhen Pobiguschiy.
En comparación con el Nachtigall, que usaba el uniforme ordinario de la Wehrmacht, el Batallón Roland estaba equipado con el uniforme checoslovaco con brazalete amarillo con el texto "Im Dienst der Deutschen Wehrmacht" (al servicio de la Wehrmacht alemana). Les dieron cascos austriacos de la Primera Guerra Mundial. El Batallón tenía armas que constaban de 2 ametralladoras ligeras checoslovacas y armamento ligero alemán.

## Historial operacional
El Batallón Roland se trasladó a la frontera rumano-soviética el 15 de junio de 1941 y quedó bajo el mando del Grupo del Sur del Ejército. El 27 de junio de 1941 se pusieron al mando del 11.° ejército alemán con la tarea de moverse en dirección a Campulung Moldovenesc-Gura Humorului-Suceava-Botoşani con la tarea de despejar los corredores de carreteras y transportes, organizar grupos de guardia hogareña ucraniana, vigilar el transporte de alimentos., ayudando con la evacuación de prisioneros de guerra y protegiendo objetivos estratégicos.  
El 30 de junio de 1941, el Abwehr recibió una orden para evitar que la unidad tomara medidas militares, y se llevó a cabo en Frumusola. El 24 de julio, el Batallón de Roland fue transferido al comando del 54.º cuerpo del ejército con la tarea de proteger las carreteras al este del río Dniéster . En ese momento, el Batallón tenía 9 oficiales y 260 soldados. Con el tiempo, se planeó completar el Batallón con otros 150 voluntarios de las áreas ocupadas y pasar algún tiempo cerca de Yassy
Desde el 28 de julio, el Batallón fue dirigido a la primera línea cruzó el Dniéster en Dubossari y se dirigió a Odessa.

## Disolución
El 10 de agosto de 1941, el Comando del 11º Ejército recibió un telegrama de Abwehr: "Después de las consultas con el Reichsminister de los territorios ocupados del Este, la organización Roland debería ser excluida de la campaña por razones políticas". El 14 de agosto se retiró el batallón. Los 50 miembros del personal de Roland permanecieron como traductores en las administraciones ocupacionales establecidas del Reich. Sin embargo, fueron restringidos de la actividad política, y después de 30 días, todos fueron relevados del deber. El resto del Batallón regresó a Focşani el 26 de agosto de 1941. Les quitaron sus armas mientras viajaban; fueron transportados a la ciudad de Mayerling, cerca de Viena, y les devolvieron sus armas.  
Para el 21 de octubre de 1941, la unidad fue transferida a Neuhammer, donde se fusionó con el Batallón Nachtigall para formar el 201° Batallón Schutzmannschaft.